# 新篠津交通
有限会社新篠津交通（しんしのつこうつう）は、北海道石狩郡新篠津村に本社を置き、バス事業を行う企業。

## 概要
新篠津村で自動車整備事業などを行う今田自動車商会のバス部門として設立。貸切バス事業の他、2003年3月1日のジェイ・アール北海道バス（岩見沢線）廃止に伴い、一部路線を引き継いで運行している。運行当初は廃止代替バス（いわゆる21条バス）として貸切免許で運行していたが、2006年10月1日の道路運送法改正により、乗合バスに移行された。

## 路線バス
路線バス車両は2017年（平成29年）3月31日現在で3台登録されている。
北新線
岩見沢ターミナル - 4条西5丁目 - 4条11丁目 - 4条15丁目 - 大和町 - 大和町5丁目 - 大和タウンプラザ前 - 空知新町 - 14号線 - 13号 - 上幌向 - 試験場前 - 11号 - 第二小学校前 - 北1線 - 新栄 - 北3線 - 四線橋 - 北5線 - 芦沼 - 拓幌 - 北幌橋 - 北新 - 新篠津市街 - 新篠津 - 宍粟 - 基線 - しんしのつ温泉たっぷの湯
- 岩見沢駅（岩見沢ターミナル）と上幌向駅（上幌向または試験場前）でJR函館本線と接続する。
- 岩見沢ターミナル窓口および自動券売機では乗車券は取り扱わない。定期乗車券は新篠津交通と委託店の砂田電気商会で平日のみ販売。北海道中央バスや新篠津村営バスの乗車券は使用できないほか、一部で停留所名が異なる。
- 2016年12月1日のダイヤ改正で一部経路を変更。「新篠津温泉」（しんしのつ温泉アイリス/ニューしのつゴルフ場クラブハウス前）を廃止。「たっぷの湯」を「基線」に改称の上、「しんしのつ温泉たっぷの湯」を同施設の敷地内に新設し起終点とした。
- 路線譲渡の際にジェイ・アール北海道バスより購入した車両では方向幕もそのまま利用していた[要出典]。
- 2017年の岩見沢市内のバス路線再編に合わせ、同市内で北海道中央バス（岩見沢営業所）が運行する路線と連番で、新篠津交通の北新線にも系統番号を割り当てる案があったが、実施に至っていない。なお予定されていた番号はジェイ・アール北海道バスでの運行当時と同じ30番であった[3]。

## 貸切バス
貸切バスは札幌運輸支局管内発着を営業区域とし、車両は2018年（平成30年）9月30日現在で5台登録されている。